# گورستان بنه ۱
قبرستان بنه ۱ مربوط به سده‌های متاخر دوران‌های تاریخی پس از اسلام است و در شهرستان سرباز، بخش مرکزی، دهستان مورتان، ۱۳/۵ کیلومتری غرب روستای مورتان واقع شده و این اثر در تاریخ ۲۷ اسفند ۱۳۸۷ با شمارهٔ ثبت ۲۶۴۶۹ به‌عنوان یکی از آثار ملی ایران به ثبت رسیده است.